# San Polo dei Cavalieri
San Polo dei Cavalieri település Olaszországban, Lazio régióban, Róma megyében. Lakosainak száma 2756 fő (2023. január 1.). San Polo dei Cavalieri Guidonia Montecelio, Marcellina, Monteflavio, Roccagiovine, Tivoli, Vicovaro, Palombara Sabina, Licenza és Castel Madama községekkel határos.

## Népesség
A település lakossága az elmúlt években az alábbi módon változott:
| Lakosok száma | 2981 | 2919 | 2756 |
|               | 2017 | 2018 | 2023 |